# 亚历山大远征记

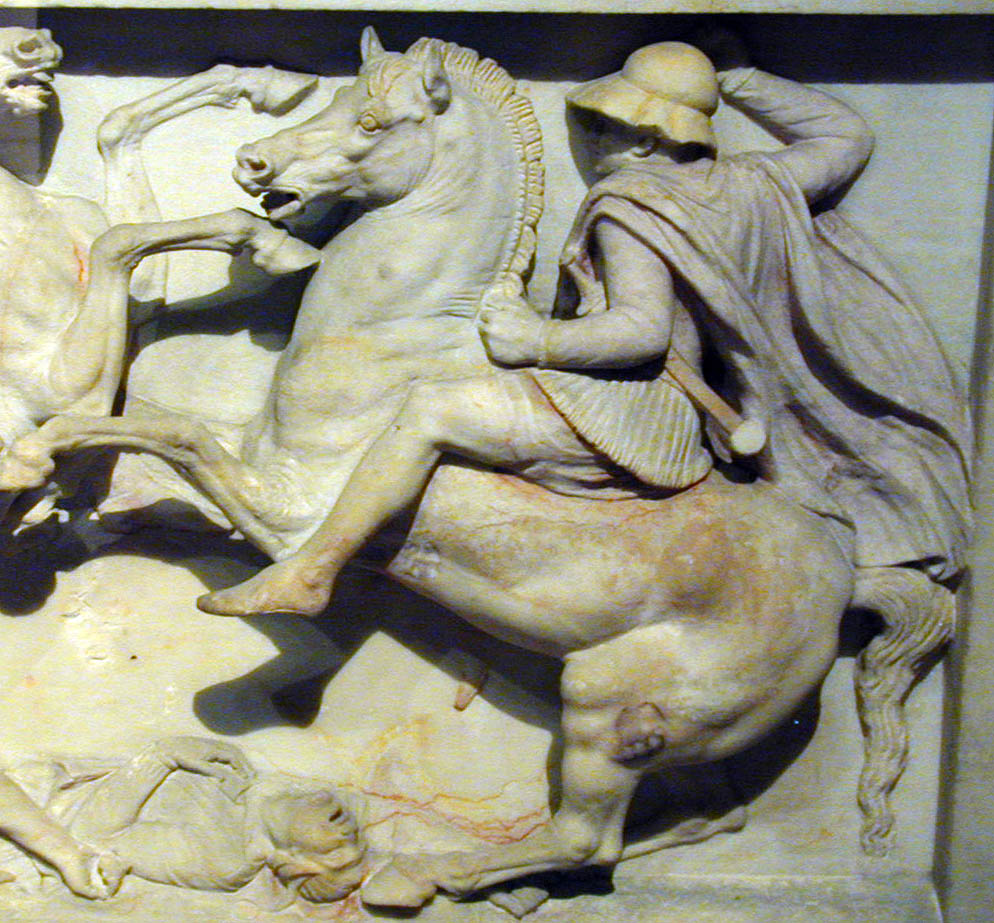
亞歷山大石棺上的馬其頓騎兵，發現於黎巴嫩西頓

《亚历山大远征记》，或譯《亞歷山大戰史》。作者是罗马帝國时期希腊历史学家阿里安，亚历山大远征记是描写亚历山大大帝东征的过程，其主要参考史料来自亚历山大的亚历山大身边史官阿里斯托布鲁斯所作的记录，和重要将领亦是继业者的托勒密一世回忆录，被认为有较高的可信度。現代會把阿里安的短篇《印度記》一同編在一起作為本書的第八卷，內容关于印度大陆的介绍。

## 簡介
《亞歷山大遠征記》作者是罗马时期二世紀希腊历史学家尼科米底亚的阿里安，很可能在哈德良時期成書。阿里安使用希臘文「遠征記」（Anabasis，本意為從濱海往內陸的旅程）作為本書書名，以及共七卷的架構上之設計、寫作風格、內文都意圖模仿古希臘歷史學家色諾芬著名的作品《遠征記》，該書也用七卷的內容來描述前401年希臘僱傭軍被小居魯士雇傭並進行遠征波斯帝國的故事。亞歷山大遠征記本書共有七卷，是以希臘史學的角度記載亞歷山大大帝東征的情節，具體是從前336年登基到前323年返回巴比倫逝世為止。
亞歷山大遠征記是現存有關亞歷山大大帝遠征波斯帝國的記載中最詳細的史料，這是一本以戰爭歷史為主題的史書，阿里安並以色諾芬的《遠征記》為模本，該書從亞歷山大於前336年登基開始記載，不像普魯塔克的《希臘羅馬英豪列傳：亞歷山大傳》那樣從出生開始，阿里安在本書省略亞歷山大早年未登基前事跡，也不提亞歷山大在位時即其他希臘世界的歷史事件，純粹介紹亞歷山大的征戰過程。阿里安的主要参考史料来自亚历山大的亚历山大身边史官阿里斯托布鲁斯，和重要将领亦是继业者的托勒密一世回忆录，被學術界认为有较高的可信度。阿里安對於亞歷山大遠征記的主要寫作動機之一，似乎是為了糾正在他那個時代關於亞歷山大的通俗傳說之錯誤，這些故事儘管相當流行但內容荒誕而不正確，該內容似乎用克來塔卡斯的史書記載為本，該書於現代已經失傳。
現代的《亞歷山大遠征記》會於卷末加上阿里安的另一篇短篇著作《印度記》（Indica），來合編一起作為現代本書的第八卷，該內容是講述印度的風土民情事物以及馬其頓艦隊從印度經波斯灣返航回程的故事，阿里安這裡主要是使用亞歷山大將領尼阿卡斯的著作為主要參考來源。

## 內容

1575年的《亞歷山大遠征記》

《亞歷山大遠征記》內文依造馬其頓王國亞歷山大大帝（前336年-前323年）在位期間所發生的事跡，依造時間先後順序進行記述，它特別關注於軍事、戰爭事務。本書從阿里安的簡短序言之後開始，這七卷描述亞歷山大大帝的統治期間大事。 

### 卷一
本卷涵蓋了亞歷山大統治早期（前336-前334年），包括亞歷山大在前335年底比斯戰役後對底比斯屠城，以及前334年夏天著名的格拉尼庫斯河戰役的描述。

### 卷二
本卷的大部分內容主要以三場大規模軍事戰役為主，分別為前333年伊蘇斯戰役，和前332年泰爾圍城戰，以及同年的加薩圍城戰。本卷還提到伊蘇斯戰役大流士三世被擊敗後，亞歷山大如何對待他的家屬。另外亞歷山大在小亞細亞斬斷戈耳狄俄斯之結也記錄於本卷。

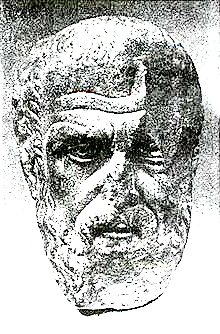
本書作者尼科米底亚的阿里安

### 卷三
第三卷以亞歷山大在埃及的故事開始，包括他在前332/331年冬季拜訪錫瓦綠洲並得到宙斯-阿蒙神諭，然後轉向兩河流域於前331年高加米拉戰役擊敗大流士三世。本卷的後半部分描述亞歷山大經過伊朗北部追擊大流士，波斯總督貝蘇斯發動叛亂並篡奪波斯王位，以及菲羅塔斯和帕曼紐之死。

### 卷四
本卷首先描述了前329年-前327年期間對抗貝蘇斯、斯皮塔米尼斯旁遮普和奧克夏特斯等於索格底亞那長期戰經過，以及前327年到前326年入侵印度旁遮普初期階段。另外在第四卷的第7節到第14節阿里安跳脫了時間順序，他在這裡把中亞時期亞歷山大一些惡名昭著的性格、過錯和抹黑作為題外話一起討論，其中提到亞歷山大失手殺了救命恩人兼好友克利圖斯、服從禮事件、王家侍從謀反、卡利斯提尼之死等。

### 卷五
本卷繼續描述前326年亞歷山大大帝入侵印度的戰事，包括亞歷山大到達尼薩、在希達斯皮斯河戰役與波羅斯的戰鬥，以及在希達斯皮斯河決定不再進一步深入印度。

### 卷六
本卷描述亞歷山大從印度河沿下游航行至印度洋的旅程，其中包括馬其頓人在途中進攻馬利亞人並殘酷鎮壓沿途的當地居民，以及率軍穿越格德羅西亞沙漠。

### 卷七
最後一卷講述了亞歷山大最後一年的事件，包括蘇薩集體婚禮、俄庇斯暴動、赫費斯提翁之死、亞歷山大多項的死亡預言和預兆、和亞歷山大大帝之死。本卷的最後是推測亞歷山大的死因，討論中毒而死還是其他原因結束生命。

## 批評
阿里安的《亞歷山大遠征記》歷來被認為是現存記載亞歷山大大帝征戰中最可靠的來源。然而，自1970年代以來，對於阿里安作品的相關批評變得逐漸普遍起來，這主要歸功於學者A. B. Bosworth的相關研究，他讓學術界開始注意到阿里安在寫作上有過度崇敬傾向和辯護行為，更不用說阿里安在某些段落上與其它古代史料相比，已經被證明是是徹頭徹尾的誤讀。

## 古抄本和中文譯本
當今希臘文古抄本，主要有十二世或十三世紀初的溫杜包尼西斯古抄本（俗稱A抄本）、十五世紀巴黎古抄本（俗稱B抄本）、十五世紀君士坦丁堡古抄本（俗稱C抄本），因為B抄本、C抄本缺漏都是從A抄本而來，所以可以確定A抄本是最早的古抄本。A抄本後續曾經經過人整理，被稱為佛羅倫斯古抄本（俗稱K抄本）。因為A抄本缺漏較多，學者A. G.羅斯他採用B抄本和K抄本編整後而收錄1907年萊比錫出版的《托伊布纳希腊与罗马经典丛书》中，該叢書是国际学界公认最大规模古希腊文与拉丁文经典善本集成，現代線上西方古籍圖書館「珀爾修斯計畫」同樣也是用托伊布纳叢書的希臘文版本作為標準版本。
在1929年洛布古典叢書發行兩冊的亞歷山大遠征記英文譯本，該版本可能是當今學術界最廣泛使用的英譯本。1978年由作家李活使用洛布古典叢書的E.伊利夫·羅布遜英譯本，再翻譯為中文，並於隔年由商務印書館出版，為首次中譯版。中譯版共有：
- 李活譯,《亞歷山大遠征記》，商務印書館出版（大陸版，1979年初版）；臺灣商務印書館出版（台灣版，2001年初版）。
- 胡惠譯,《亞歷山大戰史》， 中国画报出版社出版（簡體版，2018年初版）

## 註腳
1. ↑  阿利安, 《亞歷山大遠征記》1.1
2. ↑  Stadter, Philip. . Chapel Hill: University of North Carolina. 1980: 60–114.
3. ↑  Arrian; Martin Hammond (Translator); John Atkinson (Translator). . Oxford University Press. 2013: xi–xiv  [2022-07-03]. ISBN 978-0-19-958724-7. （原始内容存档于2022-07-06）.
4. ↑  Bosworth, A.B. . Oxford: Oxford University Press. 1988: 1–37.
5. ↑  Bosworth, A.B. . Oxford: Oxford University Press. 1980: 1–38.
6. ↑  Arrian. .   [2022-07-03]. （原始内容存档于2022-07-09）.
7. ↑  阿利安, 《亞歷山大遠征記》1.8
8. ↑  阿利安, 《亞歷山大遠征記》1.14
9. ↑  阿利安, 《亞歷山大遠征記》2.8
10. ↑  阿利安, 《亞歷山大遠征記》2.18
11. ↑  阿利安, 《亞歷山大遠征記》2.26
12. ↑  阿利安, 《亞歷山大遠征記》2.12
13. ↑  阿利安, 《亞歷山大遠征記》2.3
14. ↑  阿利安, 《亞歷山大遠征記》3.4
15. ↑  阿利安, 《亞歷山大遠征記》3.8
16. ↑  阿利安, 《亞歷山大遠征記》3.19
17. ↑  阿利安, 《亞歷山大遠征記》3.21
18. ↑  阿利安, 《亞歷山大遠征記》3.26
19. ↑  阿利安, 《亞歷山大遠征記》4.8
20. ↑  阿利安, 《亞歷山大遠征記》4.11
21. ↑  阿利安, 《亞歷山大遠征記》4.13
22. ↑  阿利安, 《亞歷山大遠征記》4.14
23. ↑  阿利安, 《亞歷山大遠征記》5.1
24. ↑  阿利安, 《亞歷山大遠征記》5.10
25. ↑  阿利安, 《亞歷山大遠征記》5.28
26. ↑  阿利安, 《亞歷山大遠征記》6.11
27. ↑  阿利安, 《亞歷山大遠征記》6.22
28. ↑  阿利安, 《亞歷山大遠征記》7.4
29. ↑  阿利安, 《亞歷山大遠征記》7.8
30. ↑  阿利安, 《亞歷山大遠征記》7.14
31. ↑  阿利安, 《亞歷山大遠征記》7.18
32. ↑  阿利安, 《亞歷山大遠征記》7.26
33. ↑  阿利安, 《亞歷山大遠征記》7.27
34. ↑  Bosworth, A.B. . Oxford: Oxford University Press. 1996: 31–65. ISBN 978-0198149910.
35. ↑  Bosworth, A. B. . The Classical Quarterly. 1976-01-01, 26 (1): 117–139. JSTOR 638409.
36. ↑  Arrian. A.G. Roos - Anabasis （页面存档备份，存于） Tufts University and Leipzig University [Retrieved 2015-05-07]
37. ↑  P. A. Brunt, Arrian - Anabasis of Alexander, Volume I （页面存档备份，存于） Loeb Classical Library 236 [Retrieved 2015-05-07]